# Gare de La Houssière
Ne doit pas être confondue avec la gare de Corcieux - Vanémont, également située sur le territoire communal de La Houssière.
La gare de La Houssière est une ancienne halte ferroviaire française de la ligne d'Arches à Saint-Dié. Elle est située à La Houssière, dans le département des Vosges, en région Grand Est.

## Situation ferroviaire
Elle est située au point kilométrique (PK) 31,935 de la ligne d'Arches à Saint-Dié, entre les gares fermées de Biffontaine et de Corcieux - Vanémont.
Elle est édifiée à 487 mètres d'altitude.

## Histoire

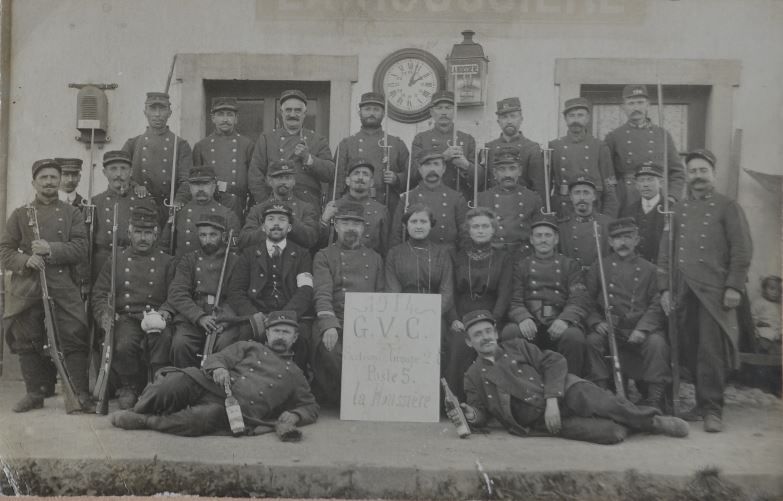
Groupe de soldats faisant partie des Gardes de Voies et Communications, en 1914.

Proche du front durant la Grande Guerre, la gare a fait l'objet d'une protection par des soldats de régiments territoriaux (en l'occurrence le 43e RIT).
La halte de La Houssière est fermée au trafic bien avant 2018[Quand ?].